# Wazad
Wazad là một pharaon của Ai Cập cổ đại trong thời kỳ chuyển tiếp thứ Hai. Theo các nhà Ai Cập học Kim Ryholt và Darrell Baker, Wazad là một thành viên của vương triều thứ 14 trị vì vào khoảng. năm 1700 TCN. Vì là một thành viên của vương triều thứ 14, ông sẽ trị vì toàn bộ khu vực phía Đông đồng bằng châu thổ sông Nile từ Avaris và có thể là cả khu vực phía Tây đồng bằng châu thổ, cùng thời với vương triều thứ 13 có căn cứ tại Memphis, cai trị toàn bộ miền Trung và Thượng Ai Cập. Ngoài ra, theo Jürgen von Beckerath và Wolfgang Helck, Wazad là một vị vua của vương triều thứ 16 và là một chư hầu của các vị vua Hyksos thuộc vương triều thứ 15. Quan điểm này gây tranh cãi trong ngành Ai Cập học, đặc biệt là vì Ryholt và những người khác lập luận rằng vương triều thứ 16 là một vương quốc độc lập tại Thebes hơn là một vương triều chư hầu của người Hyksos.

## Chứng thực
Wazad chỉ được biết đến từ năm con dấu bọ hung, tất cả đều khắc tên nomen Wazad của ông và không có tên prenomen. Vì lí do này, khó mà liên kết được Wazad với các vị vua được đề cập tới trong cuộn giấy cói Turin, mà chỉ còn lưu giữ tên prenomen cho các vị vua của vương triều thứ 14. Các con dấu bọ hung của Wazad ngày nay nằm tại bảo tàng Berlin (19/64), Bảo tàng Anh quốc (BM EA 32319), Bảo tàng Ai Cập (CG 36029) và trong một bộ sưu tập tư nhân. Con dấu cuối cùng đã bị đánh cắp vào đầu thế kỷ thứ XX. Một con dấu khác hiện nay nằm tại bảo tàng Petrie (UC 11617) trước kia từng được quy cho Wazad, nhưng ngày nay được cho là không thuộc về hoàng gia.

## Vị trí trong biên niên sử
Bởi vì chỉ có tên nomen của Wazad được chứng thực, những nỗ lực nhằm quy cho ông bất cứ prenomen nào vẫn chỉ là sự phỏng đoán. Tuy vậy, Ryholt đã đề xuất một sự sắp xếp thứ tự đối với các con dấu của vương triều thứ 14 mà cho thấy rằng Wazad cai trị sau thời của Nehesy. Hơn nữa bởi vì "chỉ có một số ít các vị vua đã trị vì trong khoảng giữa Nehesy và Yaqub-Har được chứng thực bởi các nguồn đương thời", Ryholt ấn định rằng Wazad có thể được đồng nhất với một trong số các vị vua đã kế vị Nehesy cùng với triều đại kéo dài nhất, có thể là Sehebre hoặc Merdjefare (cuộn giấy cói Turin cột thứ 9, hàng thứ 4 và 5). Tất cả những vị vua này đều trị vì từ 3-4 năm.
Trong các nghiên cứu trước đây, Jürgen von Beckerath tin rằng Wazad là một "tiểu Hyksos", một thành viên thuộc vương triều thứ 16 và là một chư hầu của vương triều thứ 15. Tuy nhiên, Ryholt đã chỉ ra rằng vương triều thứ 16 bao gồm các vị vua đã cai trị toàn bộ vùng đất Thebes từ khoảng năm 1650 TCN cho tới khi thành phố bị người Hyksos chinh phục trong một thời gian ngắn vào khoảng năm 1580 TCN.